# Czesław Łapiński (wojskowy)

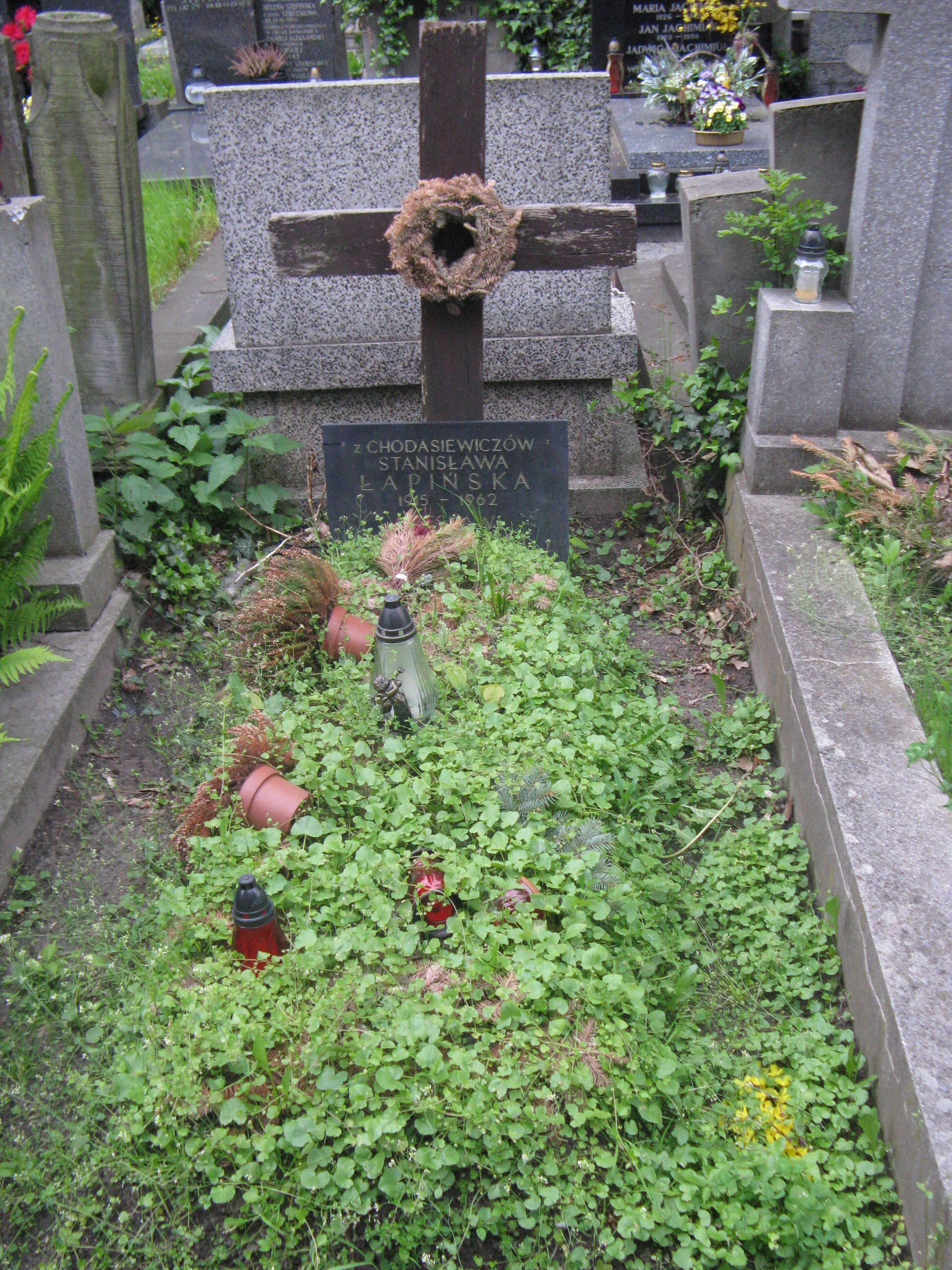
Grób Czesława Łapińskiego na Wojskowych Powązkach

Czesław Łapiński (ur. 4 czerwca 1912 w Sosnowcu, zm. 6 grudnia 2004 w Warszawie) – podpułkownik ludowego Wojska Polskiego, komunistyczny prokurator sądów wojskowych.

## Życiorys
Absolwent Gimnazjum im. Króla Kazimierza Wielkiego w Olkuszu. Ukończył w 1936 Szkołę Podchorążych Rezerwy Artylerii we Włodzimierzu Wołyńskim w stopniu podporucznika. Uczestniczył w kampanii wrześniowej. W czasie okupacji był od jesieni 1939 członkiem Polskiej Ludowej Akcji Niepodległościowej (PLAN), później pracował w wywiadzie ZWZ-AK. Z badań przeprowadzonych przez Annę Mandrelę i Krzysztofa Trackiego wynika jednak, że praca w ZWZ-AK była w tym czasie jednoczesną przykrywką dla agenturalnej działalności Łapińskiego dla Gestapo. Przez cały ten czas pracował jako starszy krupier  w kontrolowanym przez Niemców kasynie gry dla Polaków przy al. Szucha 29 w Warszawie. Z pracy tej czerpał wysokie zyski. W czasie powstania warszawskiego miał być był dowódcą kompanii AK na Ochocie. Drugiego dnia powstania został jednak ranny w rękę. Działał w partyzantce na Zamojszczyźnie. W AK doszedł do stopnia majora.
Do LWP wstąpił ochotniczo w 1945 i został skierowany do pracy w sądownictwie wojskowym. Oskarżał początkowo w sprawach o dezercję i niewłaściwe obchodzenie się z bronią.
Pracował na Białostocczyźnie w Wydziale do Spraw Doraźnych Sądu Okręgowego, później został przeniesiony, najpierw do Łodzi, potem do Warszawy. Pełnił w tych miastach funkcję szefa Prokuratur Wojskowych Rejonowych. Prokurator Łapiński uczestniczył w tzw. sądach doraźnych, w których zapadało najwięcej wyroków śmierci.
W czasie swojej pracy w Łodzi, w grudniu 1946, oskarżał m.in. w procesie dowódcy Konspiracyjnego Wojska Polskiego – kapitana Stanisława Sojczyńskiego ps. „Warszyc”. Oskarżony i pięciu jego podkomendnych zostali rozstrzelani 17 lutego 1947 roku, tuż przed ogłoszeniem amnestii.
W 1947 trafił do Ministerstwa Obrony Narodowej do Departamentu Służby Sprawiedliwości, gdzie pracował jako prokurator i kierownik sekcji. W tym czasie był prokuratorem w procesie pokazowym tzw. grupy Witolda Pileckiego. 13 marca, dwa dni przed zażądaniem wyroku śmierci dla rotmistrza Witolda Pileckiego, został zwerbowany jako agent „Łukowski” przez wojskową bezpiekę – Główny Zarząd Informacji. Hakiem na Łapińskiego była jego mroczna przeszłość jako agenta Gestapo z al. Szucha.
W 1950 został przeniesiony do rezerwy. Pracował w tym czasie jako adwokat. Miał uprawnienia do obrony przed sądami wojskowymi.
31 stycznia 2001 IPN wszczął śledztwo, w którym zgromadzono 18 tomów akt i przesłuchano żyjących świadków (m.in. wdowę po rotmistrzu Pileckim i Tadeusza Płużańskiego) w sprawie mordów sądowych popełnionych przez Łapińskiego. W listopadzie 2002 powstał akt oskarżenia. Do wydania wyroku nie doszło wobec śmierci oskarżonego, który zmarł na chorobę nowotworową w Centrum Onkologii w Warszawie.
Pochowany na wojskowych Powązkach (kwatera A32-5-26).